# 麦饭石
麦饭石是一种中药，在李时珍著的《本草纲目》中就有记载。其主要成分包括斑岩、花岗岩、花岗闪长岩。